# Roy Hurley
Roy Leonard Hurley (Arcadia, 12 agosto 1922 – Indianapolis, 14 ottobre 1993) è stato un cestista statunitense, professionista nella NBL, nella BAA e nella ABL.